# Western (Nebraska)
Western è un comune degli Stati Uniti d'America, situato nello Stato del Nebraska, nella contea di Saline.